# Tarreau
Tarreau ist ein Ort im Westen von Dominica. Die Gemeinde hatte im Jahr 2011 228 Einwohner. Tarreau liegt im Parish Saint Paul.

## Geographische Lage
Zwei Kilometer nördlich liegt Layou, vier Kilometer südlich Mahaut.